# Озеро Ериданія
57°01′ пд. ш. 137°52′ сх. д. / 57.02° пд. ш. 137.86° сх. д.
О́зеро Ерида́нія — стародавнє озеро в районі Caralis Chaos на Марсі площею приблизно 1,1 млн км². Розташоване в місці витоку каналів долини Маадим.
Висихання озера Ериданія в кінці Ноєвої ери між 4,6 і 3,5 млрд років тому призвело до його поділу на ряд дрібних озер, які з часом також висохли і зникли.
Вчені вважають, що в цьому стародавньому озері містилося більше води, ніж у всіх озерах на Марсі та в три рази більше води, аніж, наприклад, у Каспійському морі на Землі. На початку серпня 2024 року, як повідомило видання Space, орбітальний апарат Європейського космічного агентства (ESA) Mars Express зробив знімки озера Ериданія, яке в даний час нагадує величезну деформовану поверхню рельєфу.